# Заводська вулиця (Київ)
Заводська́ ву́лиця — вулиця на межі Оболонського і Подільського районів міста Києва, місцевість Куренівка. Пролягає від Кирилівської вулиці до вулиці Електриків. 
Прилучаються вулиці Новокостянтинівська та Межигірська.

## Історія
Вулиця виникла у 1-й половині XIX століття у промисловій зоні міста, звідки й походить її назва. Паралельно із сучасною назвою на деяких картосхемах зазначена як Луговий провулок (1911) і Заводський провулок (1935). 
В минулому назву Заводська мали київські вулиці Казимира Малевича і Чайковського, Ковальський і Устинівський провулки.